# Cerveza Victoria

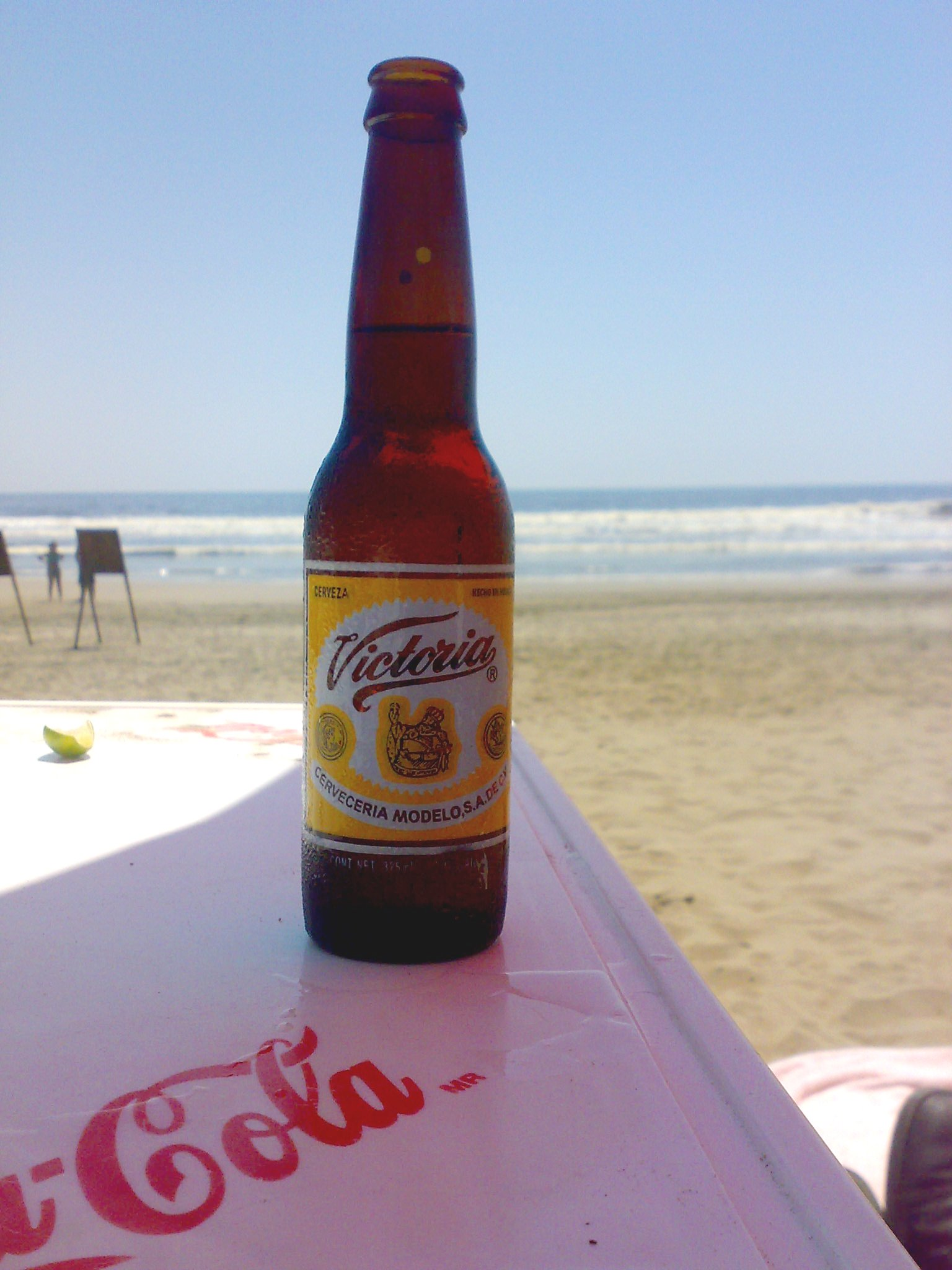
En flaska Cerveza Victoria.

Cerveza Victoria är en mexikansk öl som först tillverkades 1865 i Toluca de Lerdo av bryggeriet Cervecería Toluca y México och är Mexikos äldsta ölmärke. Sedan 1935 produceras Cerveza Victoria av det största mexikanska bryggeriet Grupo Modelo.
Ölen är en mellanmörk bärnstensfärgad lager av Wienerlager-typen och är särskilt populär i området Comarca Lagunera med storstäderna Torreón och Gómez Palacio. Den säljs i flaskor om 325 ml och 950 ml och har en alkoholhalt på 4,5 procent. Verkställande direktör för märket Victoria är Edson Noyola.
I juni 2020 lanserades en lättöl, Victoria Chingones som innehåller 1,8 procent alkohol.